# 郎辛荘駅
郎辛荘駅（ろうしんしょう-えき）は、中華人民共和国北京市朝陽区に位置する北京地下鉄7号線の駅である。

## 駅構造
島式ホーム1面2線の地下駅である。

## 歴史
- 2019年12月28日 - 開業。

## 隣の駅
北京地下鉄
■7号線
黄廠駅 - 郎辛荘駅 - 黒荘戸駅
座標: 北緯39度51分20秒 東経116度33分51秒 / 北緯39.855461度 東経116.564144度